# 배수로
배수로(排水路, 문화어: 뺄물길)는 지하수나 지표수를 배출하기 위한 인공 또는 자연적인 도랑 및 수로를 뜻한다.

## 배수로의 필요성
배수로가 없으면 지표수나 지하수가 배출이 되지 않아 농작물이나 주택, 각종 건축물 등이 피해를 입게 된다.

## 배수로의 부작용
2016년 당시 SBS TV의 《TV 동물농장》에 소개되었을 당시, 고양이가 배수로에 빠지는 부작용이 간헐적으로 일어나고 있으나, 고양이가 배수로에 빠지게 되면 오염되고 공간이 비좁은 장소에 오랫동안 갇히게 되는 문제점을 안기고 있는 등 고양이 등 동물들의 이동 통로를 차단할 수 있도록 다른 선진국의 사례와 동일한 규제가 필요하다는 여러가지의 근거를 들을 수 있다.

## 같이 보기
- 배수 (공학)